# Arte indígena brasileira

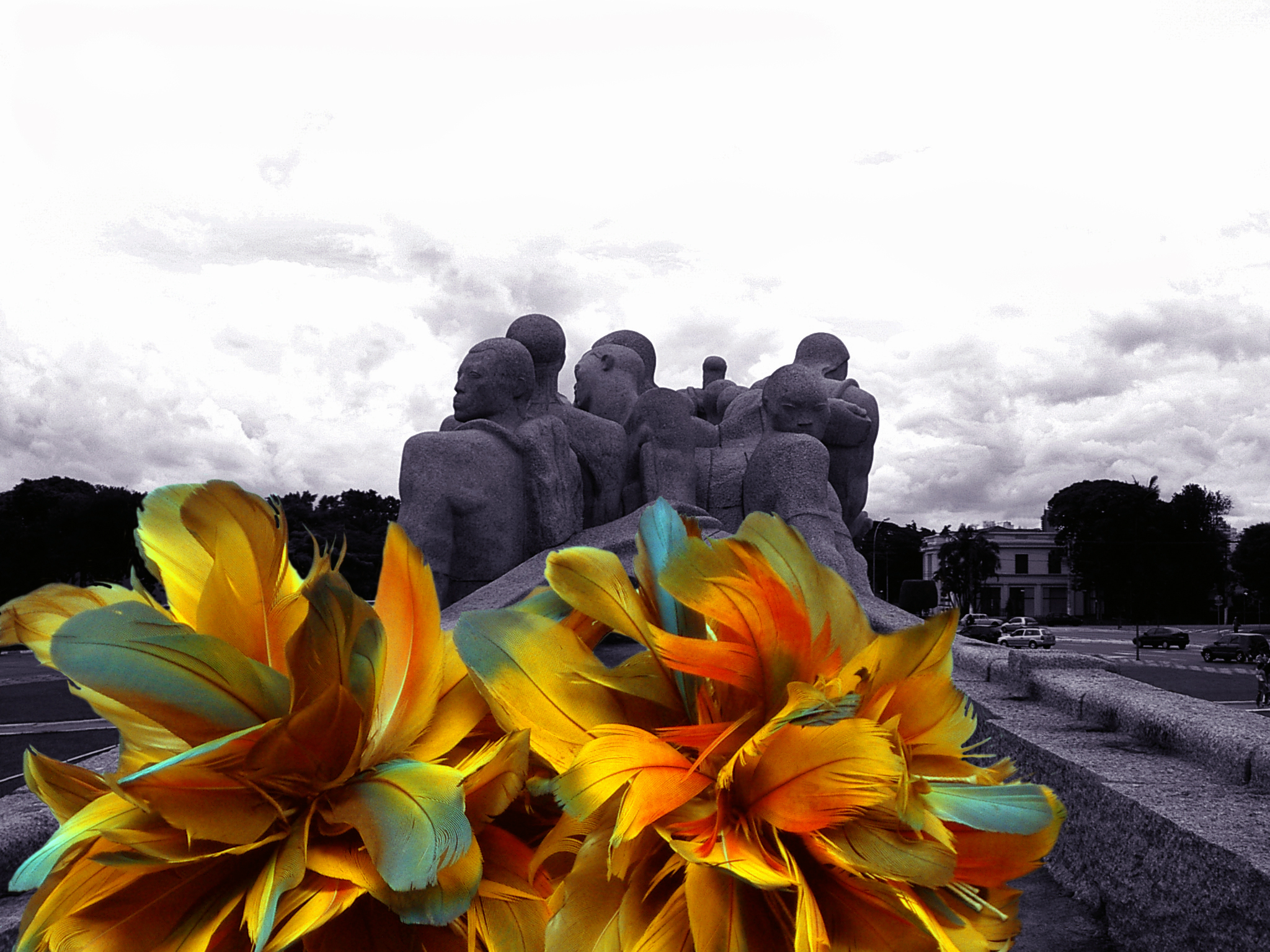
Adereço Indígena do Museu de Arqueologia e Etnologia da USP

Arte indígena brasileira  é a arte produzida pelos povos nativos do Brasil, antes e depois da colonização portuguesa, que iniciou-se no século XVI. Considerando a grande diversidade de tribos indígenas no Brasil, pode-se dizer que, em conjunto, elas se destacam na arte da cerâmica, do trançado e de enfeites no corpo.

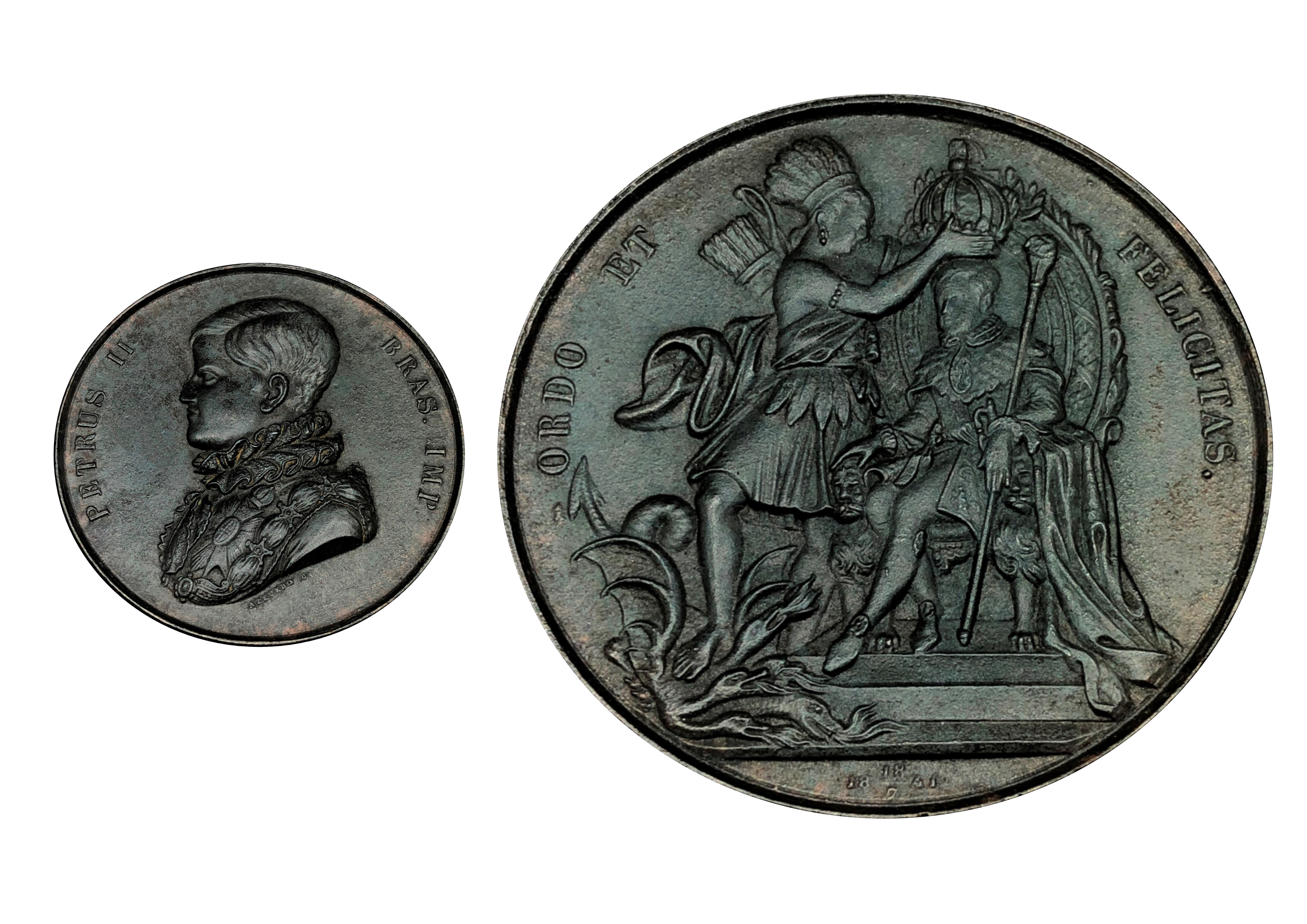
Medalha de 1841 evidenciando trajes indígenas.

## Concepção
Quando dizemos que um objeto indígena tem qualidades artísticas, podemos estar lidando com conceitos que são próprios da civilização ocidental, mas estranhos ao mundo indígena. Muitos povos não possuem nenhuma palavra para designar arte. No entanto, os objetos produzidos por indígenas têm exercido grande fascínio sobre os ocidentais desde os primeiros contatos, e tem sido difícil evitar atribuir-lhes qualidades artísticas pelo seu grande apelo plástico, pela sua originalidade, pela aura de mistério e exotismo que cerca suas culturas, pelas suas associações simbólicas e sociais, pelas suas funções rituais ou mágicas, elementos que são importantes também na definição ocidental de várias categorias artísticas.
No entanto, a "arte" indígena difere da arte contemporânea ocidental pelo seu caráter tradicional e seu forte utilitarismo. Tradicional porque tende a seguir padrões herdados coletivamente, que desenvolvem pequena variação ao longo do tempo, formando-se um corpo de formas, usos e significados estáveis e bem caracterizados. Isso é o que permite distinguir os trabalhos de uma tribo dos de outras, e aproxima a sua arte do folclore. Também não existe a figura do artista como um indivíduo cuja preocupação maior é com a criação incessante do novo antes do que com a preservação da tradição herdada. A mão individual, porém, sempre deixa marcas reconhecíveis na obra, uma marca que, permanecendo dentro de limites estreitos, é apreciada, e que também permite reconhecer os mestres em cada especialidade, cujo trabalho se destaca entre os demais e os habilita a ensinar a outros a tradição.
As produções indígenas são quase invariavelmente destinadas a algum uso. Confundem-se para eles arte e artefato, não existindo a ideia de arte por si mesma, aquela entendida primariamente para o puro desfrute estético. Isso, no entanto, não quer dizer que os indígenas não saibam o que é beleza. Ao contrário, sua sensibilidade para a beleza é grande. Mas principalmente, os objetos decorados, os entalhes, a cestaria, a cerâmica, a ornamentação corporal, a música, a dança, servem a funções definidas, ou dizem coisas específicas, falando verdadeira linguagem de domínio público.
Dentro da enorme diversidade de culturas indígenas do Brasil, generalizações se tornam muito enganosas, cada povo tem seu próprio universo de concepções. Além disso, os estudiosos do assunto frequentemente divergem em suas interpretações, deixando a matéria sob constante debate.

## Materiais
É preciso não esquecer que tanto um grupo quanto outro conta com uma ampla variedade de elementos naturais para realizar seus objetos: madeiras, caroços, fibras, palmas, palhas, cipós, sementes, cocos, resinas, couros, ossos, dentes, conchas, garras e belíssimas plumas das mais diversas aves. Evidentemente, com um material tão variado, as possibilidades de criação são muito amplas, como por exemplo, os barcos e os remos dos Karajá, os objetos trançados dos Baniwa, as estacas de cavar e as pás de virar biju dos indígenas xinguanos.
As peças de cerâmica que se conservaram testemunham muitos costumes dos diferentes povos indígenas e uma linguagem artística que ainda nos impressiona.
São assim, por exemplo, as peças da Ilha de Marajó, são divididos em dois tipos: Santarém e Marajoara. Nas peças de Santarém, apresentam tamanho pequeno, porém bem trabalhado. Já nas peças Marajoaras, apresentam tamanho grande e normalmente contém pinturas de deuses ou animais, sempre contendo cores avermelhadas.
Para os povos indígenas, as máscaras têm um caráter duplo: ao mesmo tempo que são um artefato produzido por um homem comum, são a figura viva do ser sobrenatural que representam. Elas são feitas com troncos de árvores, cabaças e palhas de buriti e são usadas geralmente em danças cerimoniais, como, por exemplo, na dança do Aruanã, entre os Karajá, quando representam heróis que mantêm a ordem do mundo.
As cores mais usadas pelos povos indígenas para pintar seus corpos são o vermelho muito vivo do urucum, o negro esverdeado da tintura do suco do jenipapo e o branco da tabatinga. A escolha dessas cores é importante, porque o gosto pela pintura corporal está associado ao esforço de transmitir ao corpo a alegria contida nas cores vivas e intensas.
Através da pintura corporal algumas tribos dão festas em homenagem a seus deuses,cada grupo como guerreiros, nobres e povo, se pintam e se enfeitam diferentemente. Algumas pinturas chegam a serem bem elaboradas, algumas rompendo com as formas do corpo humano.

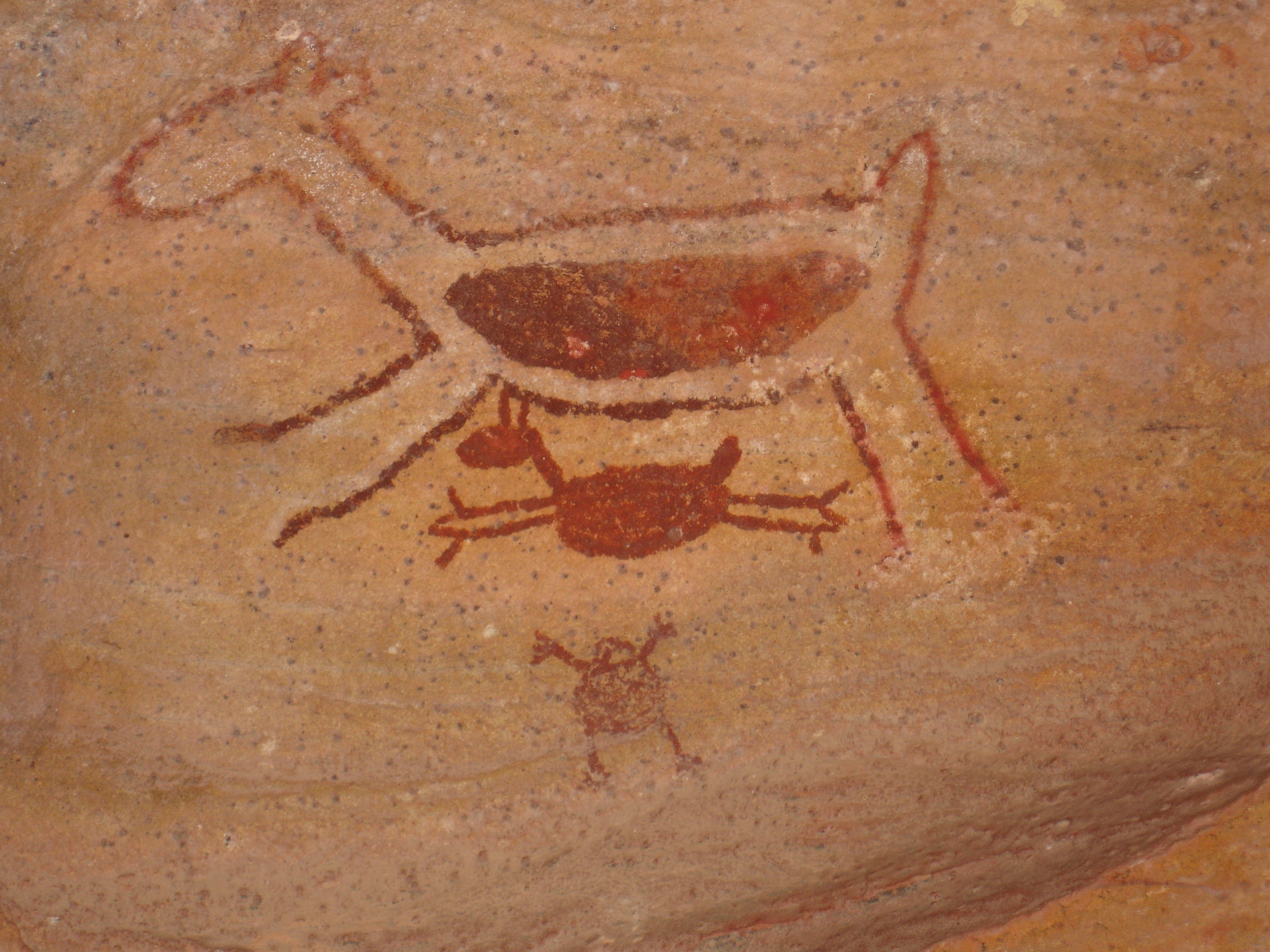
Arte rupestre pré-cabralina na Serra da Capivara.
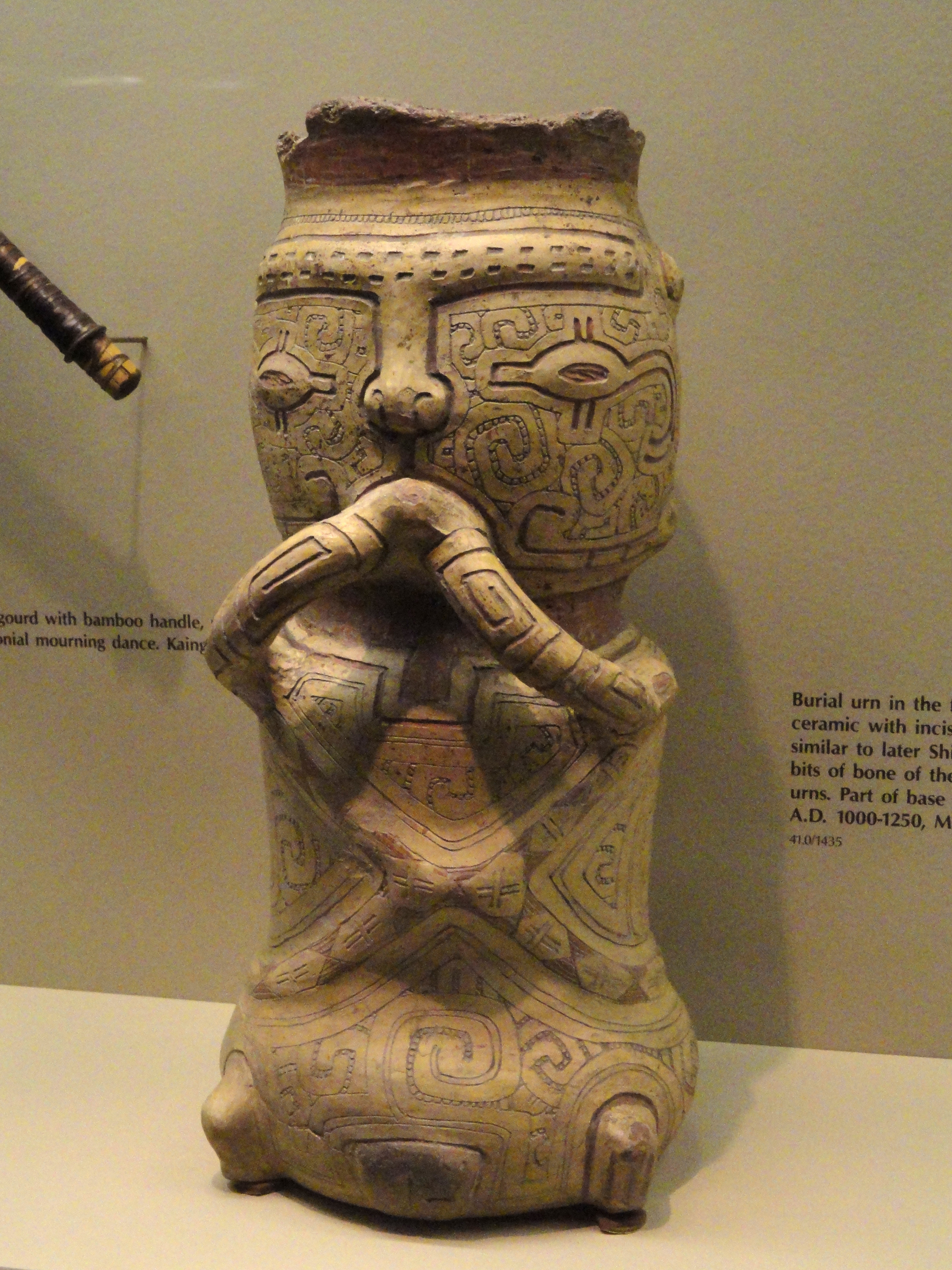
Urna funerária Marajoara, pré-cabralina. American Museum of Natural History.
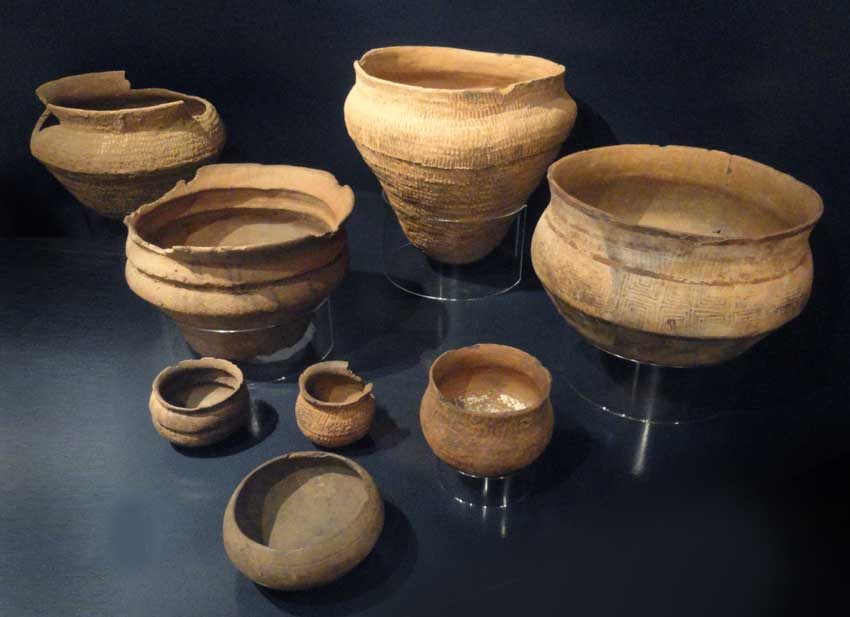
Cerâmica Tupi-Guarani pré-cabralina. Museu da Universidade Federal do Rio Grande do Sul.
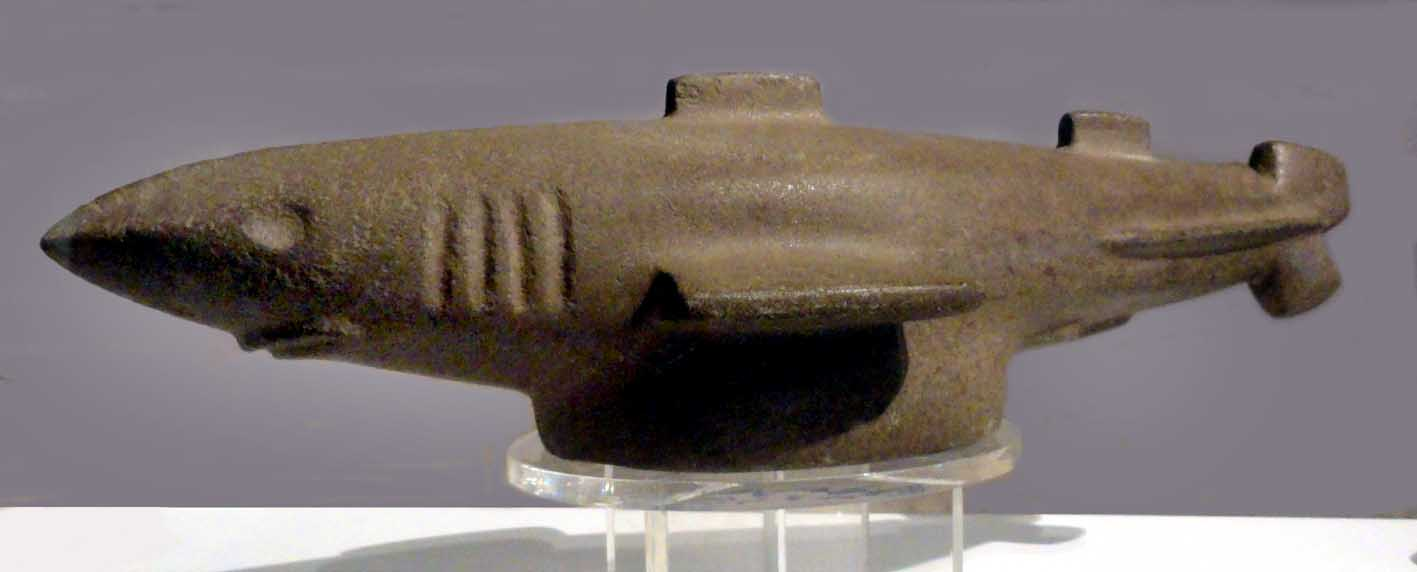
Zoólito em forma de tubarão, tradição Sambaqui (?), pré-cabralina. Museu da Universidade Federal do Rio Grande do Sul.

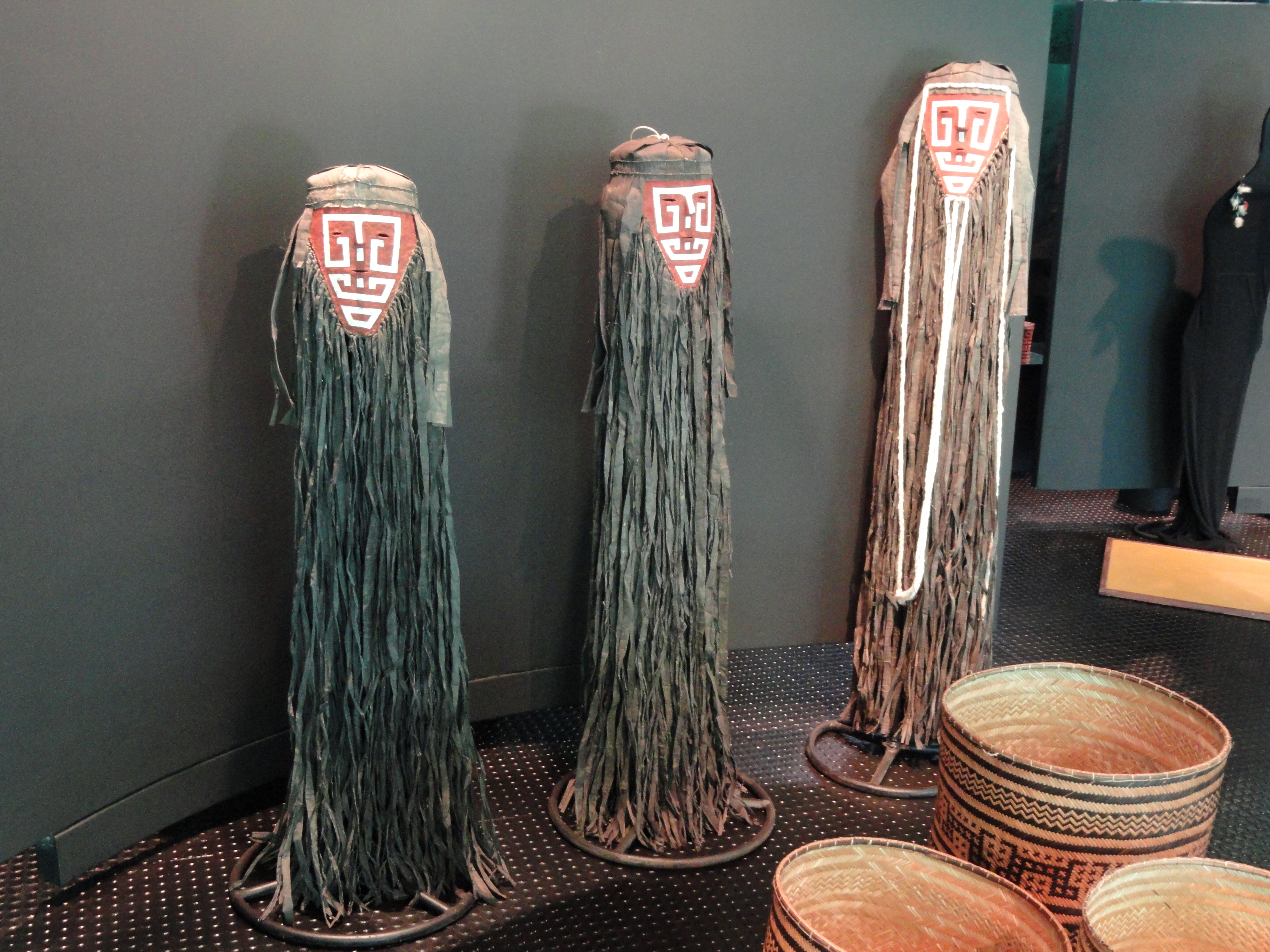
Vestes cerimoniais e cestaria dos Wayana-Aparai. Memorial dos Povos Indígenas.
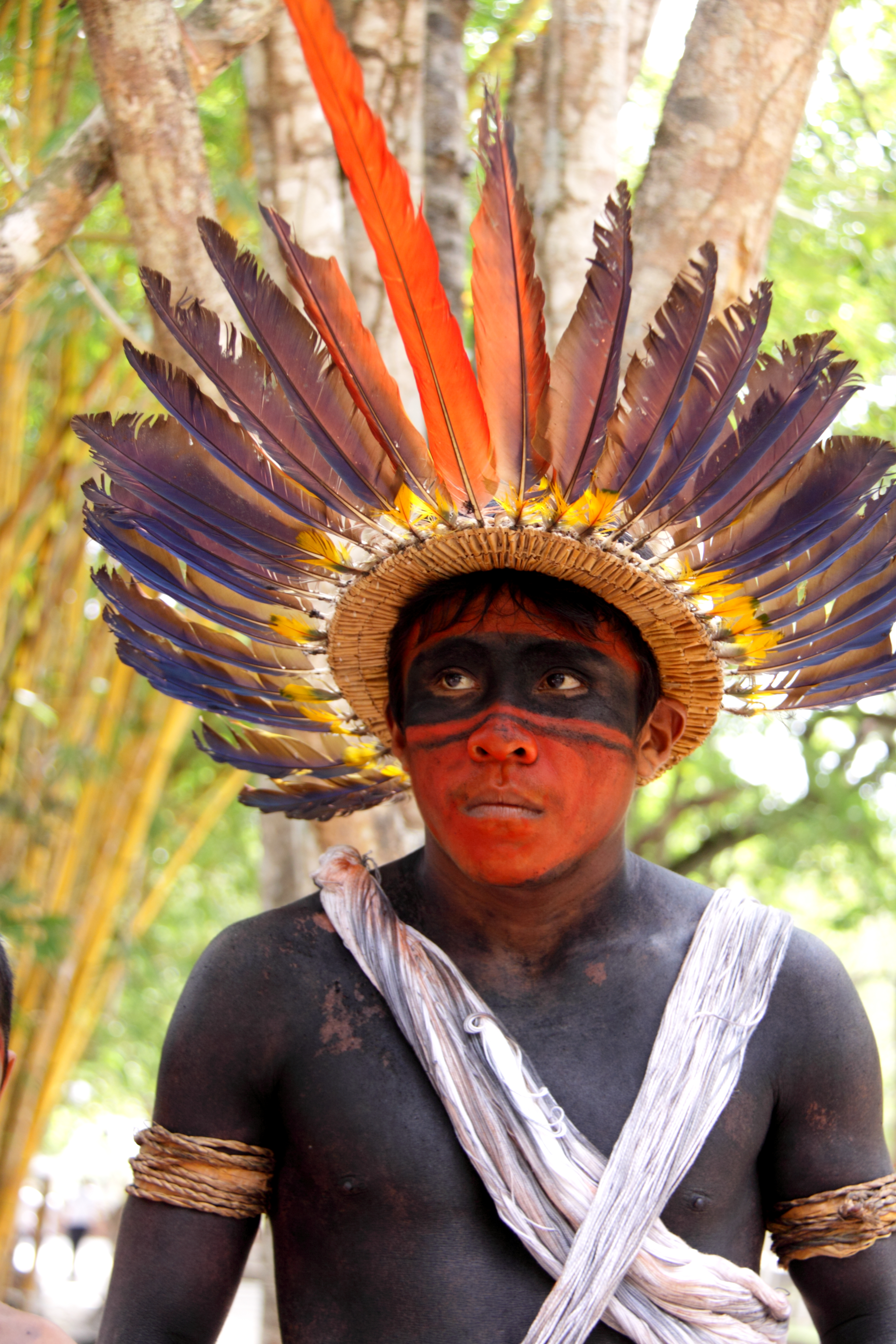
Pintura corporal e arte plumária Assurini.
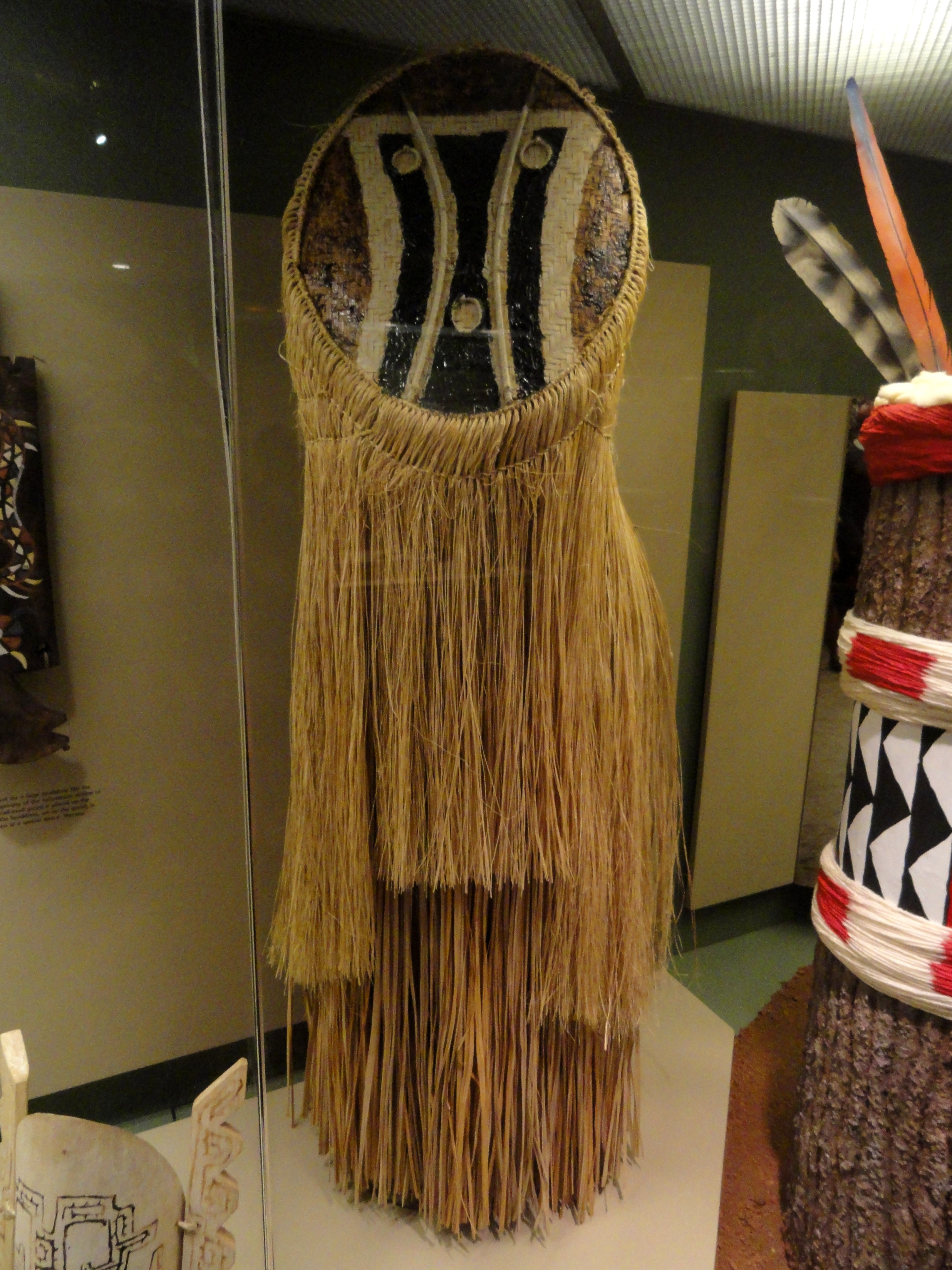
Veste cerimonial Bakairi. American Museum of Natural History.
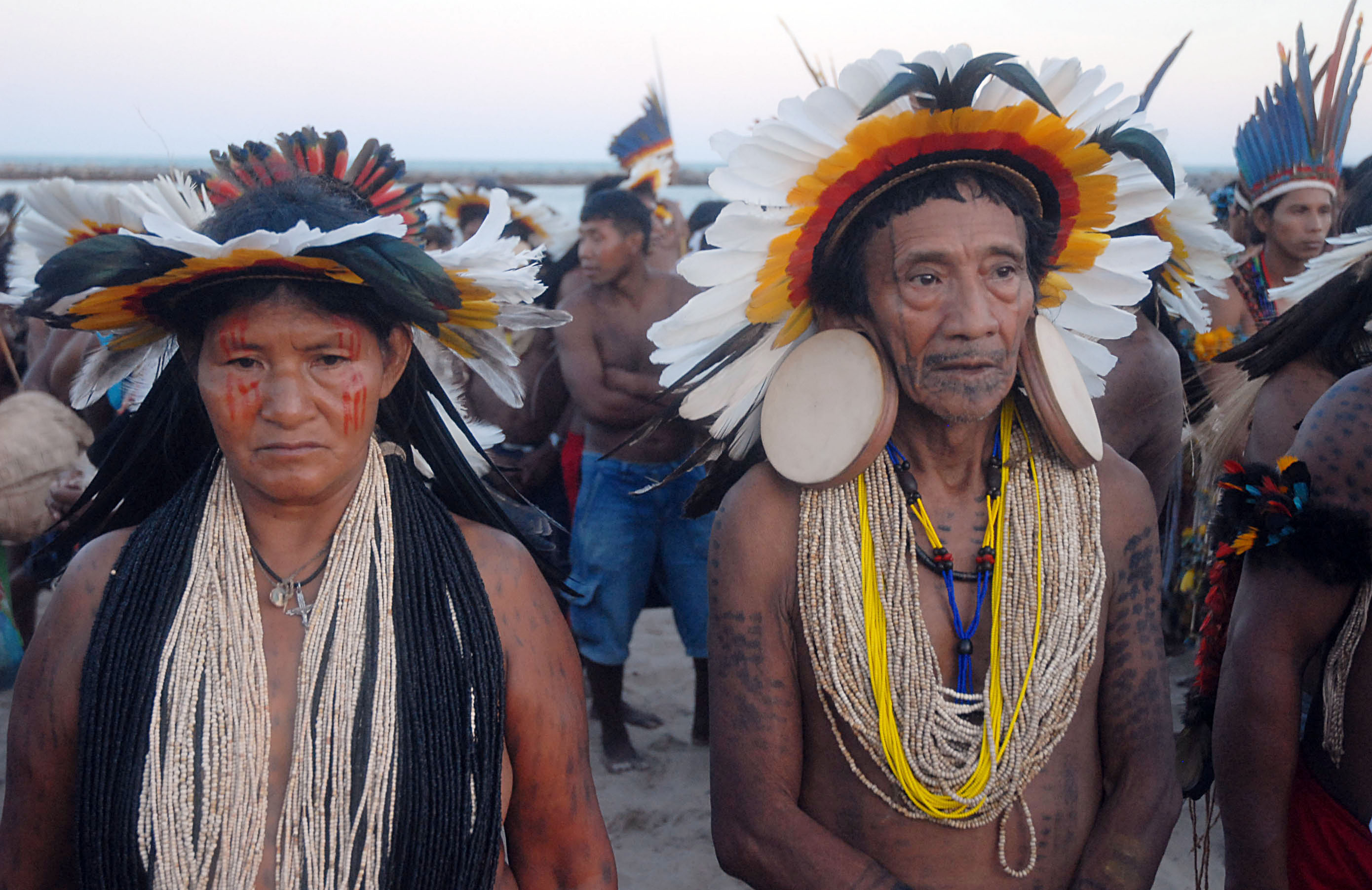
Adornos corporais da tradição Rikbaksta.

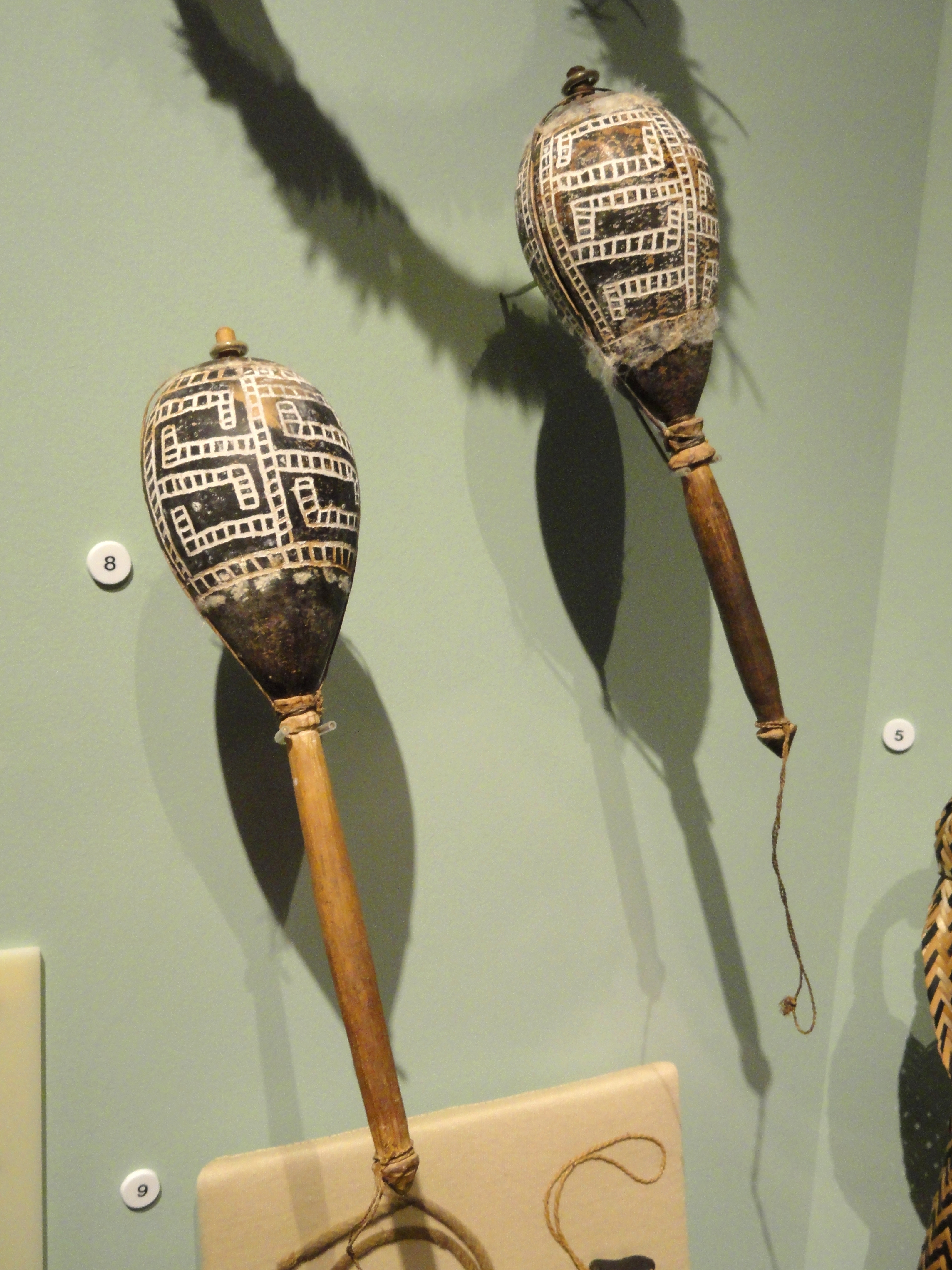
Maracas decoradas Desana. Peabody Museum.
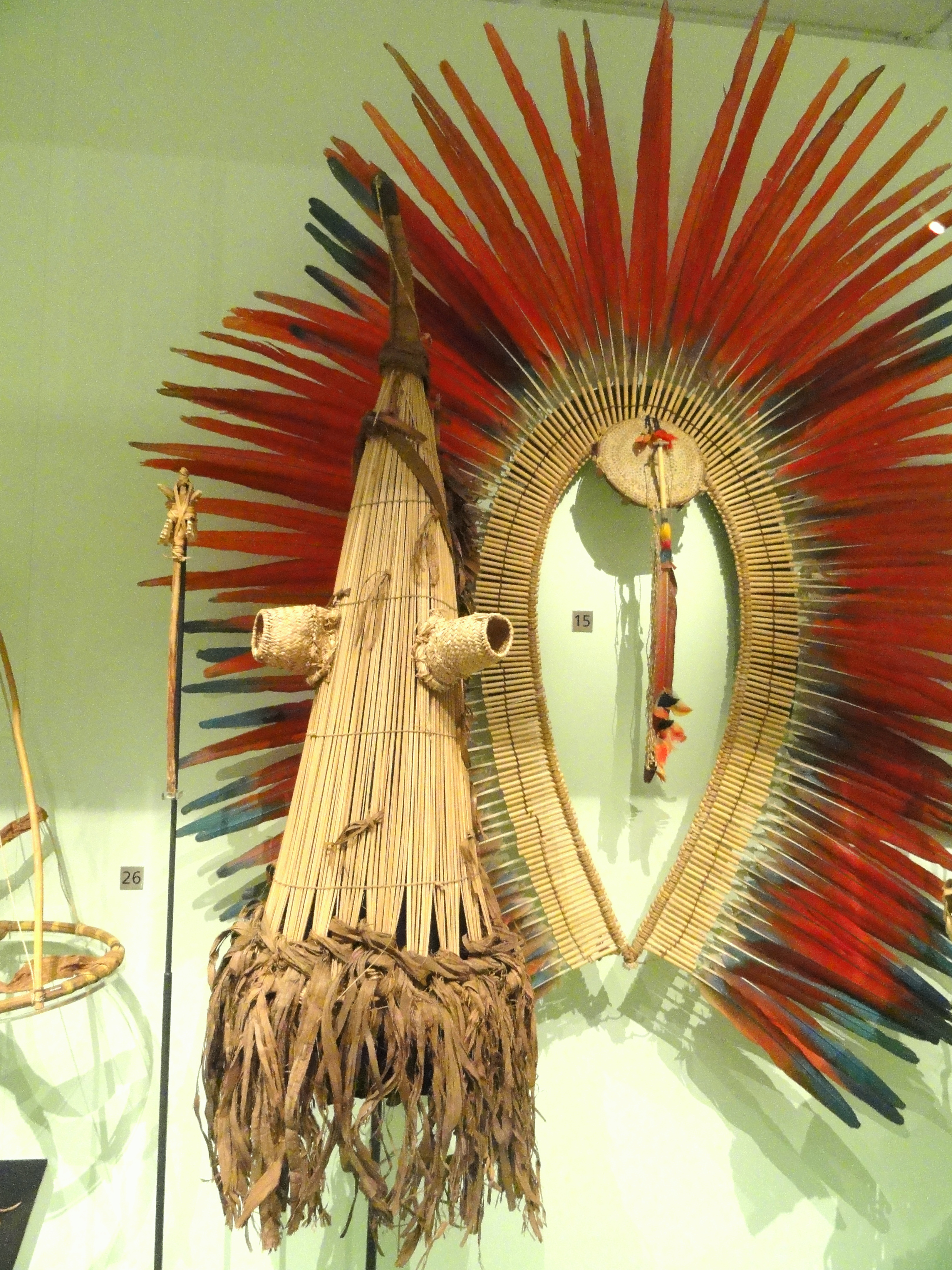
Máscara e arte plumária Kayapó. Royal Ontario Museum.
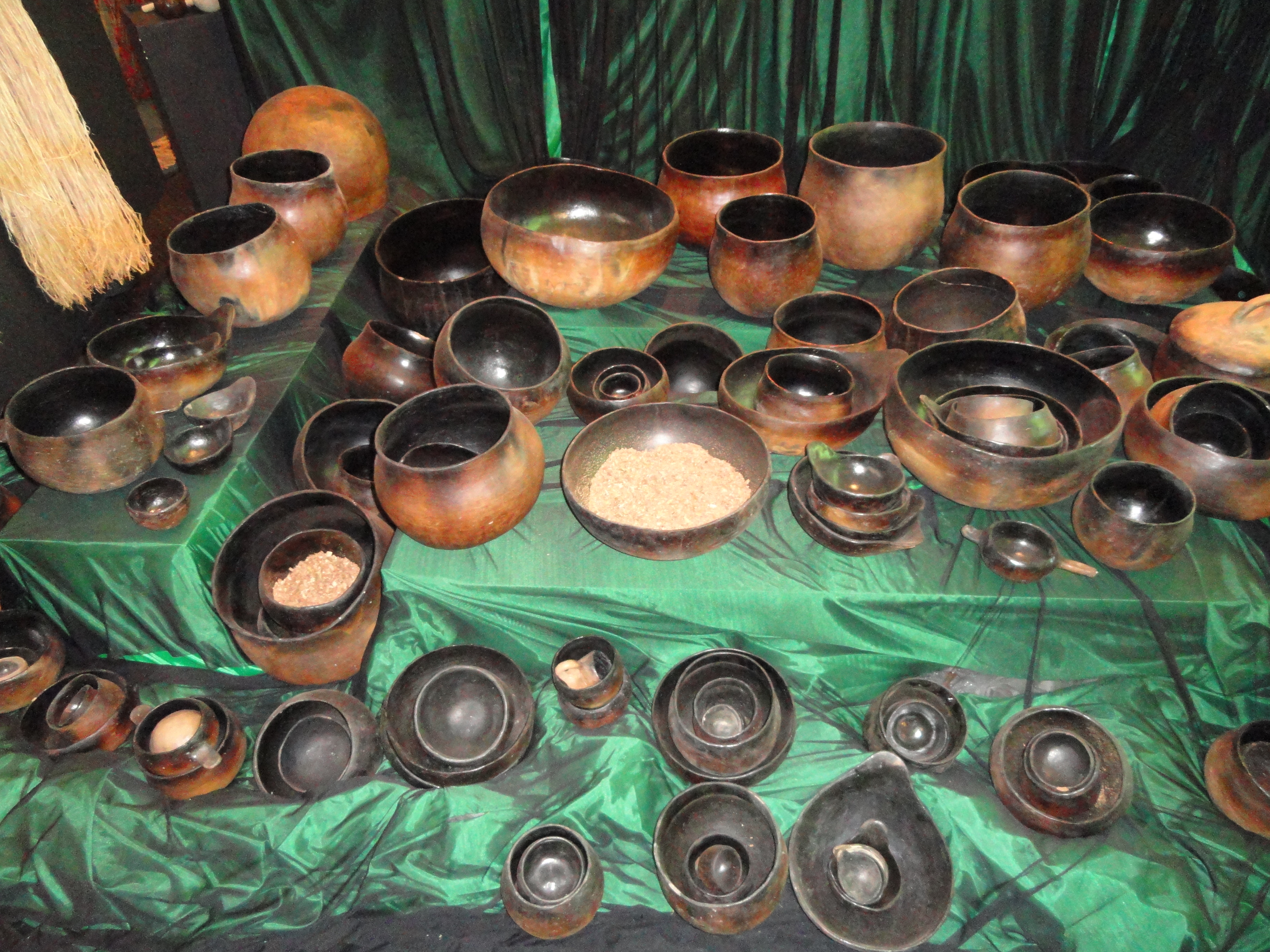
Cerâmica Suruí. Memorial dos Povos Indígenas.
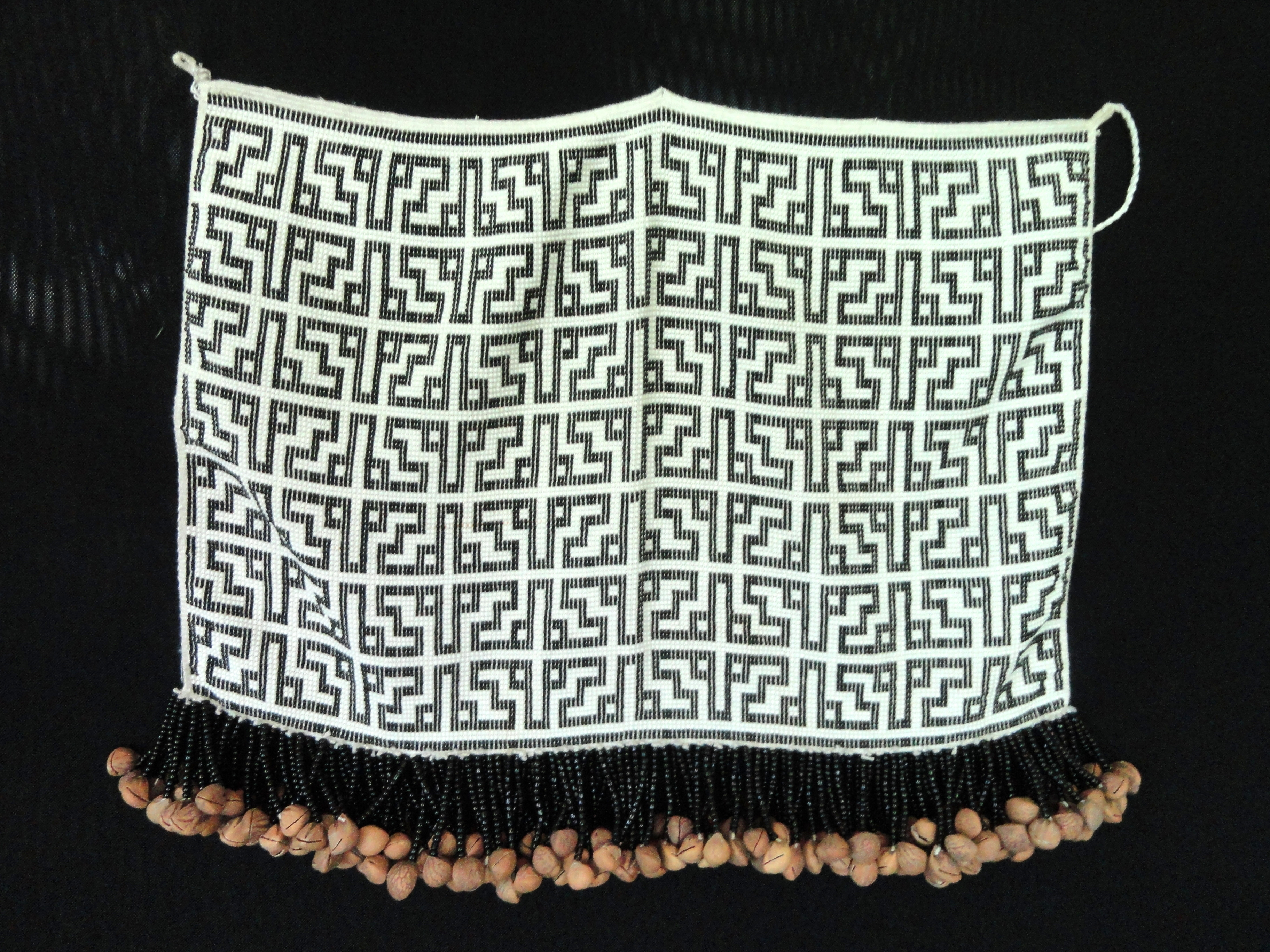
Tecelagem Tiriyó-Kaxuyana. Memorial dos Povos Indígenas.

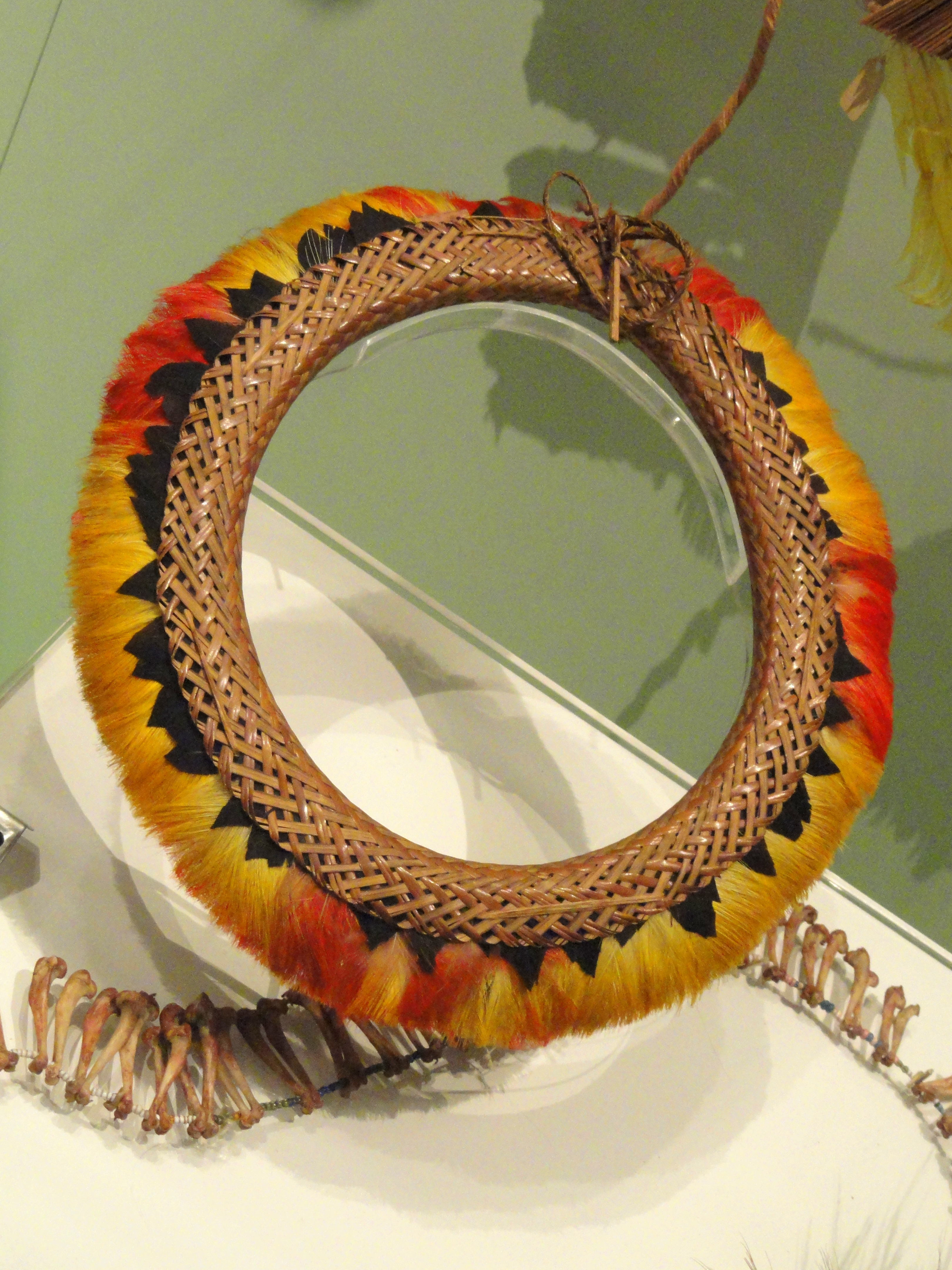
Cocar Yahua. Royal Ontario Museum.
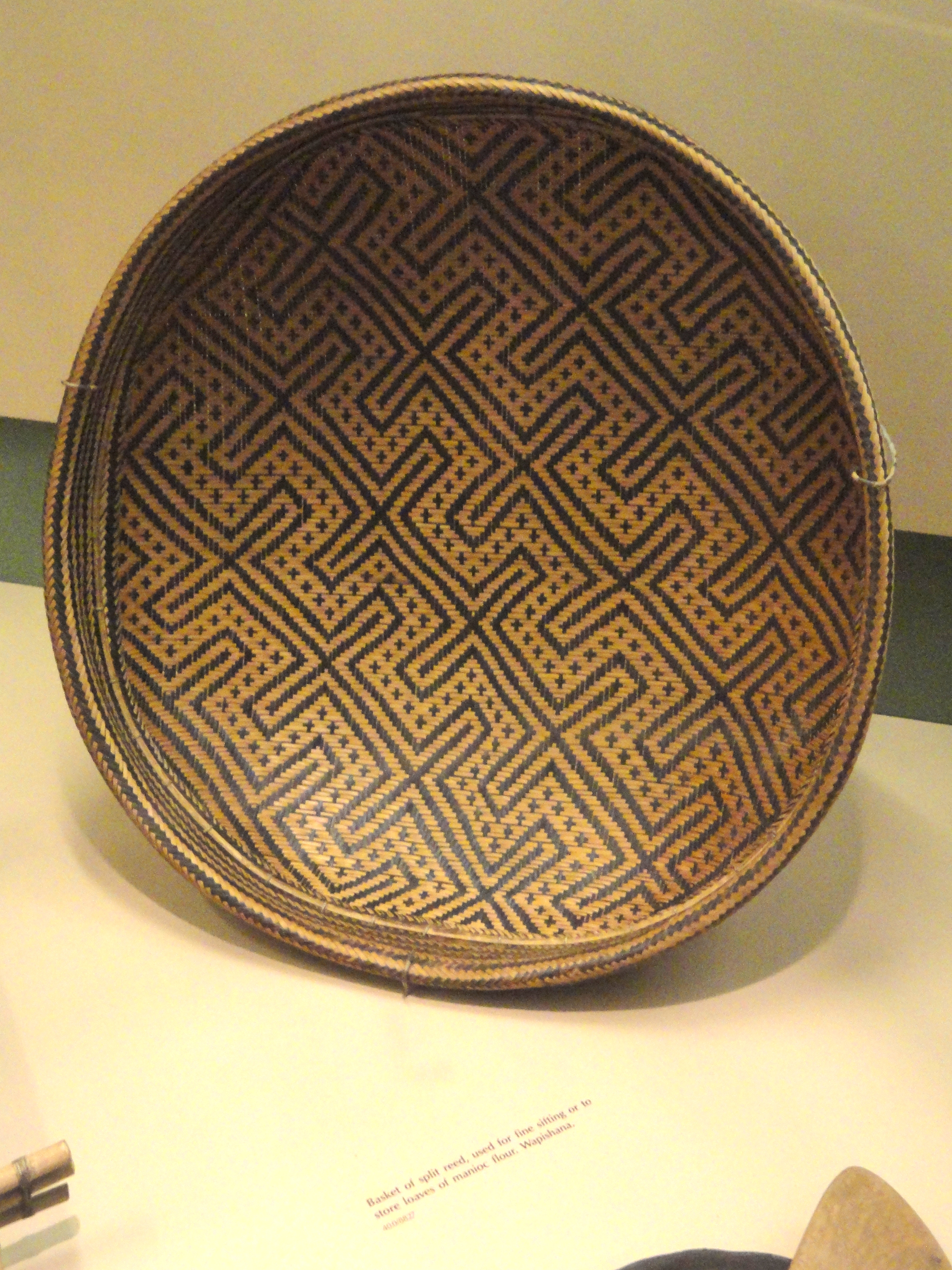
Cestaria Wapishana. American Museum of Natural History.
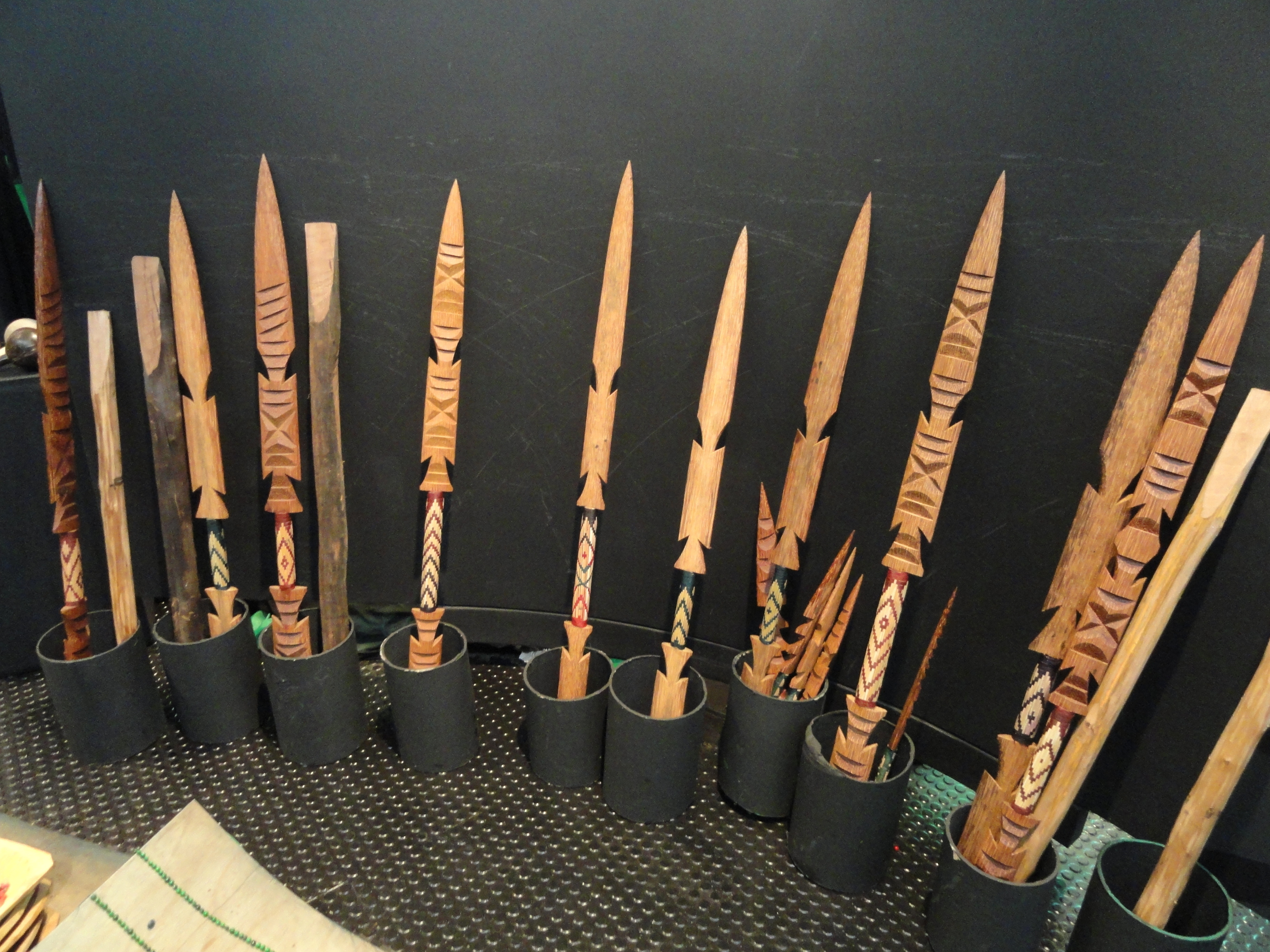
Armas decoradas da tradição Pataxó. Memorial dos Povos Indígenas.
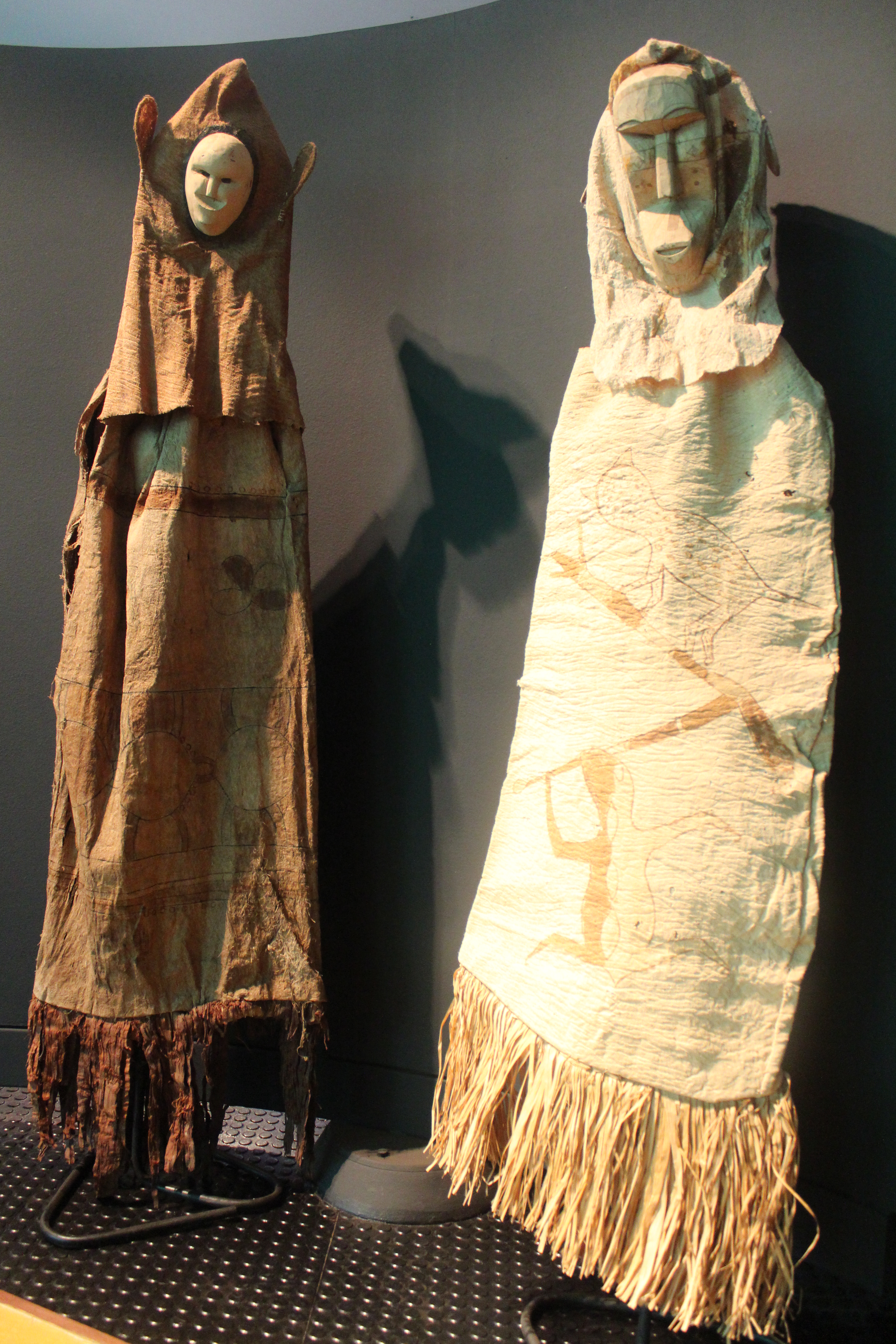
Veste cerimonial Tikuna. Memorial dos Povos Indígenas.